# Thalakanda
Thalakanda (nep. थालाकाडा) – gaun wikas samiti w zachodniej części Nepalu w strefie Mahakali w dystrykcie Baitadi. Według nepalskiego spisu powszechnego z 2011 roku liczył on 508 gospodarstw domowych i 2805 mieszkańców (1478 kobiet i 1327 mężczyzn).